# Dubai Internet City

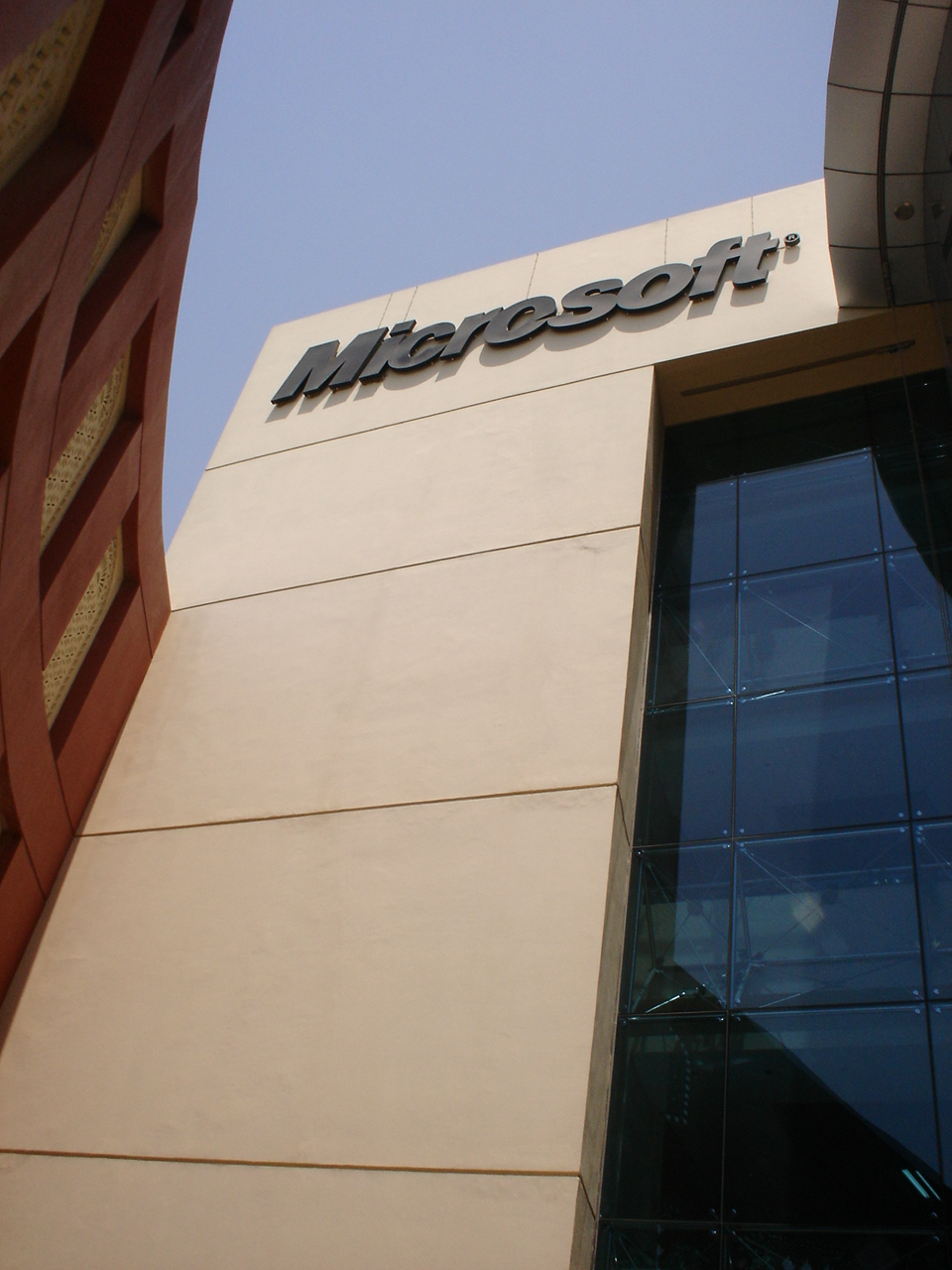
Microsoft tại lối vào của khuôn viên Dubai Microsoft, Dubai Internet City.

Dubai Internet City (DIC) (tiếng Ả Rập: مدينة دبي للإنترنت) là một công viên công nghệ thông tin được tạo ra bởi chính phủ Dubai như một khu kinh tế tự do và là cơ sở chiến lược cho các công ty nhắm vào các thị trường mới nổi trong khu vực. Các quy tắc kinh tế của DIC cho phép các công ty tận dụng được một số quyền lợi về quyền sở hữu, thuế và hải quan được luật pháp đảm bảo trong thời gian 50 năm. Một mô hình hoạt động bao gồm 100% sở hữu nước ngoài, tương tự như các hoạt động phổ biến tại các khu kinh tế được chỉ định khác ở Các Tiểu vương quốc Ả Rập thống nhất. Các quyền tự do này đã dẫn dắt nhiều công ty công nghệ thông tin toàn cầu như Facebook, LinkedIn, Google, Dell, Intel, Huawei, Samsung, SAP, Microsoft, IBM, Oracle, Tata Consultancy, 3M, Sun Microsystems, Cisco, HP, Nokia, Cognizant và Accenture, cũng như các công ty có trụ sở tại Các Tiểu vương quốc Ả Rập thống nhất như Ducont FZ LLC, để chuyển cơ sở của họ sang DIC. DIC nằm liền kề với các cụm công nghiệp khác như Dubai Media City và Dubai Knowledge Village.
DIC hiện có hơn 140000 mét vuông không gian văn phòng thương mại, trong đó hơn 1400 công ty với hơn 10.000 công nhân làm việc. Có 25 văn phòng thấp, trung bình và cao tầng trong khu vực.

## Kết nối
Vào ngày 13 tháng 4 năm 2008, du (EITC) đã thông báo rằng tất cả lưu lượng truy cập của nó sẽ được chuyển qua proxy của UAE để chặn truy cập vào bất kỳ nội dung nào được cho là 'không phù hợp'. du đã từng chặn các dịch vụ VOIP. Trong khi Dubai Internet City tuyên bố nó như là một môi trường kinh doanh thân thiện với kết nối chi phí thấp tuyệt vời, thực tế là một trong một internet bị kiểm duyệt nặng với giá gấp 5-10 lần giá kết nối ở châu Âu hay Mỹ. Ngoài việc kiểm duyệt trang web, nó bị soi xét rằng một loạt các dịch vụ mạng xã hội phổ biến bị chặn. Các cuộc gọi giá rẻ tới Các Tiểu vương quốc Ả Rập thống nhất không thể thực hiện được do phí khoảng gần 8000 đồng (khoảng 30 xu Mỹ) mỗi phút. Kết nối Internet ở Dubai rất tốn kém; một kết nối ở nhà là 10 Mbit/s có giá 299 AED (82 USD) mỗi tháng. Gói kết nối Internet tối thiểu dành cho các doanh nghiệp tại DIC là 2 Mbit/s với giới hạn 6 GB hàng tháng vào khoảng 800 AED (180 USD). Băng thông vượt quá giới hạn 6 GB được tính ở tỷ lệ theo tỷ lệ cao hơn so với 6 GB đầu tiên.
Proxy của UAE có thể xâm nhập một hệ thống nào đó thủ thuật trái phép bằng nhiều phương pháp khác nhau bao gồm thiết lập VPN để kết nối an toàn với máy chủ ở một quốc gia khác để giảm số lượng kiểm duyệt Internet, với lợi thế mà các nhà chức trách nước này không thể 'thu thập' lưu lượng truy cập. Mặc dù Các Tiểu vương quốc có thể chặn quyền truy cập vào các công ty trang web cung cấp dịch vụ VPN, nhưng có thể để sắp xếp các tài khoản ở nước ngoài. Các tùy chọn như vậy làm giảm đáng kể chi phí như các hệ thống VOIP có thể được sử dụng; đối với các công ty yêu cầu quyền truy cập vào các dịch vụ hoặc nội dung bị chặn, VPN là điều cần thiết.
Khoảng 11 giờ 15 giờ sáng ngày 30 tháng 1 năm 2008, một chiếc tàu neo đã làm đứt cáp quang giữa Palermo, Ý và Alexandria, Ai Cập. Các nhà cung cấp trên khắp Trung Đông như Pakistan đã bị ảnh hưởng nặng nề với một sự suy giảm đáng kể các thông tin liên lạc được báo cáo. Công ty viễn thông Các Tiểu vương quốc Ả Rập thống nhất và nhà cung cấp dịch vụ internet của Dubai Internet City là một trong những công ty tồi tệ nhất, hoàn toàn không hoạt động trong vài giờ. Vì du khách có độc quyền trong khu vực, khách hàng không có kết nối thay thế trong thời gian ngừng hoạt động.

## Lịch sử
Dubai Internet City, một thành viên của công ty con của Dubai Holding, TECOM Investments, được thành lập vào tháng 10 năm 1999 và khai trương vào tháng 10 năm 2000.
Dubai Internet City (DIC) cung cấp một hệ sinh thái nền kinh tế tri thức được thiết kế để tạo thuận lợi cho sự phát triển kinh doanh của các công ty Công nghệ Internet và Truyền thông (ICT). Đây là cơ sở hạ tầng ICT lớn nhất Trung Đông.
Các đại gia ICT toàn cầu như Microsoft, Oracle, HP, IBM, Dell, Siemens, Canon, Logica, Sony Ericsson, Schlumberger và Cisco, cũng như nhiều doanh nghiệp vừa và nhỏ và liên doanh đều có trụ sở tại DIC. Cụm công nghệ thông tin tại Dubai Internet City bao gồm các công ty từ các lĩnh vực như phát triển phần mềm, dịch vụ kinh doanh, thương mại điện tử, tư vấn và bán hàng và tiếp thị. Các công ty công nghệ được phát triển tại địa phương như Ducont FZ LLC, một trong những công ty khởi nghiệp sớm nhất tại DIC, đã cho thấy sự đổi mới có thể xảy ra trong khu vực và khá thành công tại đây.
Môi trường cụm của DIC cung cấp hầu hết các yếu tố của chuỗi giá trị cho một doanh nghiệp ICT. Ngoài ra, nó đã phát triển các chương trình có thể được cộng đồng ICT tận dụng để khám phá và mở rộng các cơ hội phát triển kinh doanh và kênh bán hành tiếp thị.

## Kinh tế
Dubai Internet City, giống như toàn bộ Dubai, đã tăng trưởng nhanh chóng với GDP của Tiểu vương quốc tăng ở mức hai con số. Tuy nhiên, kể từ năm 2003 lạm phát cũng tăng nhanh, làm cho tăng trưởng GDP thực sự thấp hơn đáng kể. Các số liệu chính thức chính thức mới nhất (2006) lạm phát nhà nước là 9,6%. Đến mùa xuân năm 2008, mức độ này là trên 10% và khả năng lên đến 20% theo ước tính của một số ngân hàng quốc tế.
Chính phủ đã thực hiện kiểm soát giá đối với tiền thuê cũng như nhiên liệu và các mặt hàng cơ bản như gạo, nhưng đây không thể coi là biện pháp chống lạm phát dài hạn hiệu quả trong nền kinh tế thị trường. UAE đã tiếp tục nhắc lại cam kết để chốt tiền tệ của mình vào đồng đô la suy yếu liên tục, điều này quy định lãi suất tăng đáng kể - công cụ chống lạm phát được chấp nhận ở các nước phát triển. Cắt giảm lãi suất dự trữ liên bang 1,25% trong tháng 1 năm 2008 đã được phát đi bởi Ngân hàng Trung ương Các Tiểu vương quốc Ả Rập thống nhất.
Vào tháng 3 năm 2008, DIC đã công bố mức tăng cho thuê lên 17 AED mỗi mét vuông - tăng 25% (tiền thuê của chính phủ cho chủ nhà tư nhân là 5% năm 2008). Tuyên bố DIC kèm theo bản phát hành cho biết "chi phí hoạt động đã tăng gần đây do tăng trưởng kinh tế trong khu vực". Nó đã không đề cập đến quyết định của chính phủ UAE vào tháng 11 năm 2007 để tăng lương của nhân viên chính phủ liên bang lên 70%. Cuối năm 2008, giá bất động sản Dubai bắt đầu giảm mạnh, giảm tới 50% trong sáu tháng tới. Giá thuê trên khắp tiểu vương quốc giảm mạnh và nhiều việc làm đã bị mất, đặc biệt là bất động sản. Mặc dù vậy, tính đến tháng 12 năm 2009, giá thuê DIC đã không giảm. Giá thuê hiện tại là 15 AED, bao gồm phí dịch vụ điện, gấp đôi giá thuê có sẵn trong khu vực ngay bên ngoài DIC. Từ ngày 15 tháng 1 năm 2013, RTA bắt đầu tính phí công nhân và khách đến DIC, cũng như Dubai Media City và Dubai Knowledge Village để đỗ xe, trước đây cung cấp miễn phí. Ngoài việc tính phí đậu xe trong bãi đỗ xe và khu vực đậu xe được chỉ định, chính quyền bắt đầu kích hoạt các bãi đậu xe trên đường phố và ở các khu vực ngoài phố. Động thái này đã gây ra mối quan tâm rộng rãi giữa các công nhân trong DIC và các khu vực TECOM khác.

## Vị trí
Dubai Internet City cách trung tâm thành phố Dubai khoảng 25 km về phía nam, trên đường Sheikh Zayed giữa Dubai và Abu Dhabi. Nó nằm liền kề với Dubai Marina, Jumeirah Beach Residence và Palm Jumeirah nổi tiếng, khu vực đang nhanh chóng trở thành ba trong số các khu dân cư độc quyền (và đắt tiền) nhất của Dubai. DIC cách bờ biển chưa tới 1 km và nằm gần một số khách sạn 5 sao.